# Вениамин (Димопулос)
Епи́скоп Вениами́н (греч. Επίσκοπος Βενιαμίν, в миру Софокли́с Димо́пулос, греч. Σοφοκλής Δημόπουλος; род. 1971, Арнавуткёй, Стамбул) — архиерей Константинопольской православной церкви, епископ Тралльский(с 2019), викарий патриарха Константинопольского.

## Биография
В 1990 году епископом Мелитенским Иоакимом (Нерандзулисом) был рукоположен в сан диакона. Обучался в богословской школе Университета Аристотеля в Салониках. В 2002 году митрополитом Иконийский Феолиптом (Фенерлисом) был рукоположен в сан пресвитера. В течение ряда лет исполнял должность Великого екклисиарха (Μέγας Εκκλησιάρχης) в Константинопольской патриархии.
4 октября 2019 года Священным синодом Константинопольской православной церкви был избран для рукоположения в сан епископа Тралльского, викария Константинопольского патриарха.
3 ноября 2019 года в Патриаршем Георгиевском соборе на Фанаре состоялась его епископская хиротония, которую совершили: патриарх Константинопольский Варфоломей, митрополит Транупольский Герман (Хавиаропулос), митрополит Додонский Хризостом (Синетос) (Элладская православная церковь), митрополит Мирликийский Хризостом (Калаидзис), митрополит Иконийский Феолипт (Фенерлис), митрополит Кидониесский Афинагор (Хрисанис) и митрополит Лемносский Иерофей (Калойеропулос).